# Emilia-Romagna
Emilia-Romagna (IPA: [eˈmiːlja roˈmaɲɲa]) egy régió Olaszországban.

## Földrajz

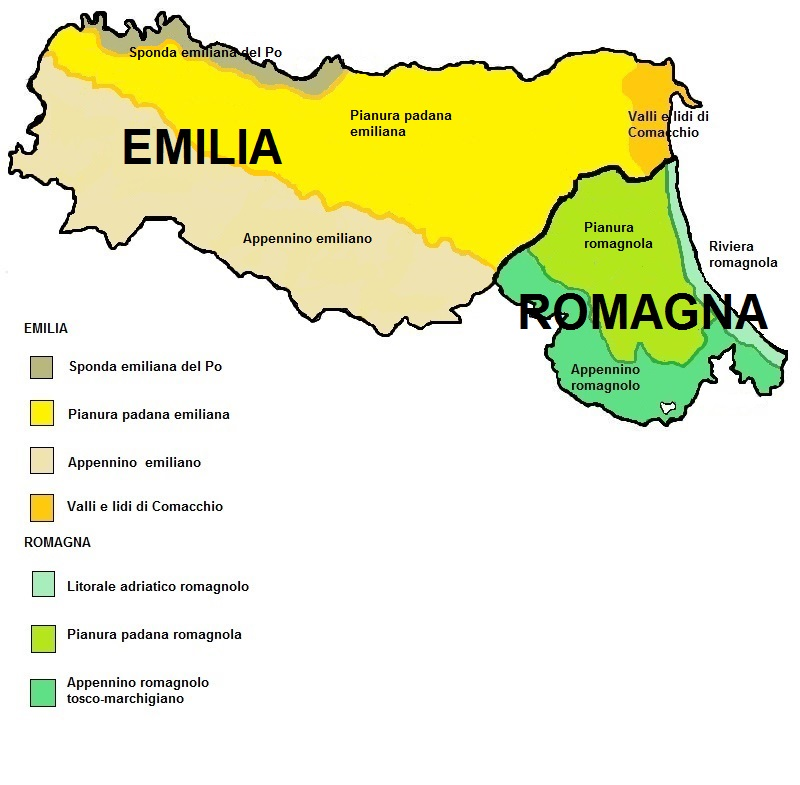
Emilia és Romagna tájegységei

Emilia-Romagna régiót északról a Pó folyó, keletről az Adriai-tenger, délről pedig az Appenninek vonulata határolja. Déli részén San Marinóval is határos.
Emilia-Romagna régió kilenc megyéből áll, területe 22 446 km², és Olaszországban a hatodik helyen áll. A régió közel fele (48%) síkságból áll, míg 27%-a dombos és 25%-a hegyvidéki. Az Appenninek régióbeli szakaszát a flysch, a badland erózió (calanques) és a barlangok jellemzik. A hegyek több mint 300 km hosszan húzódnak északról délkelet felé, és csak három 2000 m feletti csúcsuk van: a Monte Cimone (2165 m), a Monte Cusna (2121 m) és az Alpe di Succiso (2107 m).
A síkságot a tenger fokozatos visszahúzódása alakította ki a Pó-medencéből és a folyók által lerakott törmelék. Az ókorban szinte teljesen mocsaras terület volt, történelmét az emberek kemény munkája jellemzi, akik a jobb életszínvonal elérése érdekében igyekeztek visszaszerezni és átalakítani a földet.
A geológia változatos, északon lagúnák és sós területek, a régió többi részén pedig számos termálvízforrás található, amelyek a történelem különböző időszakaiban a felszínre törő talajvíznek köszönhetőek. A folyók mindegyike az Appenninekben ered, kivéve a Pót, amelynek forrása az Alpokban, Piemontban található. Emilia-Romagna északi határa 263 km hosszan követi a folyó útját.
A régió mérsékelt égövi lombos és vegyes erdőkkel borított, a növényzetet övekre lehet osztani: a kocsányos tölgy-európai gyertyán öv – a Pó-síkság (Pianura Padana) és az Adria partvidéke – amelyet ma (a Ferrara tartománybeli Mesóla erdő kivételével) gyümölcsösök, búza- és cukorrépaföldek borítanak, a kocsányos tölgy-európai komló-gyertyán öv az alacsonyabb lejtőkön 900 m magasságig, az európai bükk-ezüstfenyő öv 1000 és 1500 m között és a végső hegyi puszták övezete. Emilia-Romagna két olasz nemzeti parkkal rendelkezik, a Foreste Casentinesi Nemzeti Parkkal és az Appennino Tosco-Emiliano Nemzeti Parkkal.

### Természetvédelmi területek
Nemzeti park:
- Foreste Casentinesi, Monte Falterone és Campigna Nemzeti Park (Parco nazionale delle Foreste Casentinesi, Monte Falterona e Campigna) - Toszkána régióval közösen.
- Toszkán-Emiliai Appenninek Nemzeti Park (Parco nazionale dell'Appennino Tosco-Emiliano) - Toszkána régióval közösen.

## Történelem
Az ókori római Aemilia tartomány nevét a rajta keresztülhaladó Via Aemilia után kapta, mely Piacenzát és Riminit kötötte össze. Augustus császár közigazgatási reformja után Aemilia lett Itália nyolcadik provinciája.
A 4. században Aemilia és Liguria egy tartománnyá egyesült.
A bizánci időkben Ravennában már exarchátus működött. Ekkoriban a longobárdok ellenőrizték a területet. Kis Pipin 755-ben Rómának ajándékozta Ravennát és a környező falvakat.
A fontosabb emiliai települések – Ferrara, Modena, Reggio, Parma, Piacenza – független városállamokká váltak.
Romagna és Modena kormánya a 19. század elején olyan korrupt és kapzsi volt, hogy 1821-ben a lakosság felkelt ellenük, a lázadást azonban rövid idő múlva leverték. 1848–49-ben a következő forradalmat az osztrák csapatok ismét elfojtották.
1861-ben az Emiliát alkotó fejedelemségek és Romagna pápai tartomány betagolódtak az Olasz Királyságba. Az 1948-as alkotmányban a két tájegységet egyesítették egymással, megalkotva Emilia-Romagna közigazgatási régiót.

## Közigazgatás

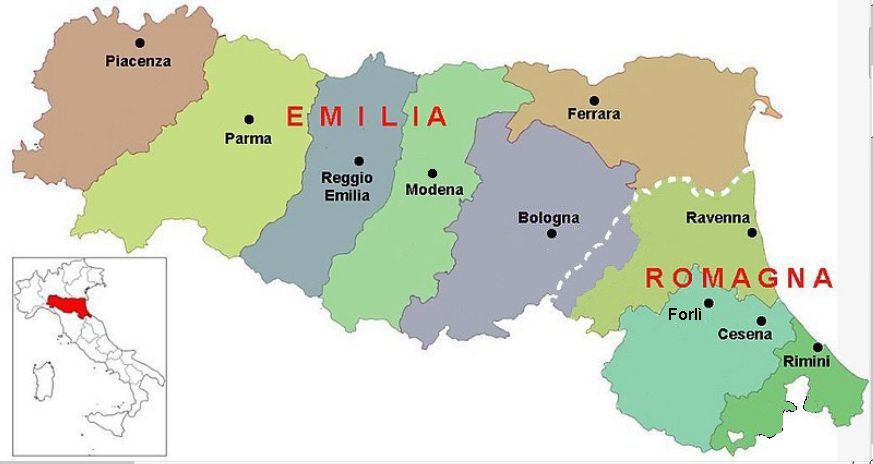
Emilia és Romagna megyéi

Emilia-Romagna régiója kilenc megyéből (provincie) áll, a legfiatalabb ezek közül az 1992-ben önállóvá tett Rimini megye, amely korábban Forlì (a mai Forlì-Cesena) része volt. A régió területébe ékelődik (enklávé) az önálló törpeállam, a San Marino Köztársaság.
Emilia-Romagna megyéi
- Bologna (Provincia di Bologna), közigazgatási székhelye Bologna (60)
- Ferrara (Provincia di Ferrara), közigazgatási székhelye Ferrara (26)
- Forlì-Cesena (Provincia di Forlì-Cesena), közigazgatási székhelye Forlì (30)
- Modena (Provincia di Modena)- közigazgatási székhelye Modena (47)
- Parma (Provincia di Parma), közigazgatási székhelye Parma (47)
- Piacenza (Provincia di Piacenza), közigazgatási székhelye Piacenza (48)
- Ravenna (Provincia di Ravenna), közigazgatási székhelye Ravenna (18)
- Reggio Emilia (Provincia di Reggio nell'Emilia), közigazgatási székhelye Reggio Emilia (45)
- Rimini (Provincia di Rimini), közigazgatási székhelye Rimini (20)

## Világörökségi helyszínek
- Ferrara óvárosa
- a Pó deltája
- Modena: katedrális, Piazza Grande, Torre Civica
- Ravenna ókeresztény és bizánci műemlékei

## Galéria

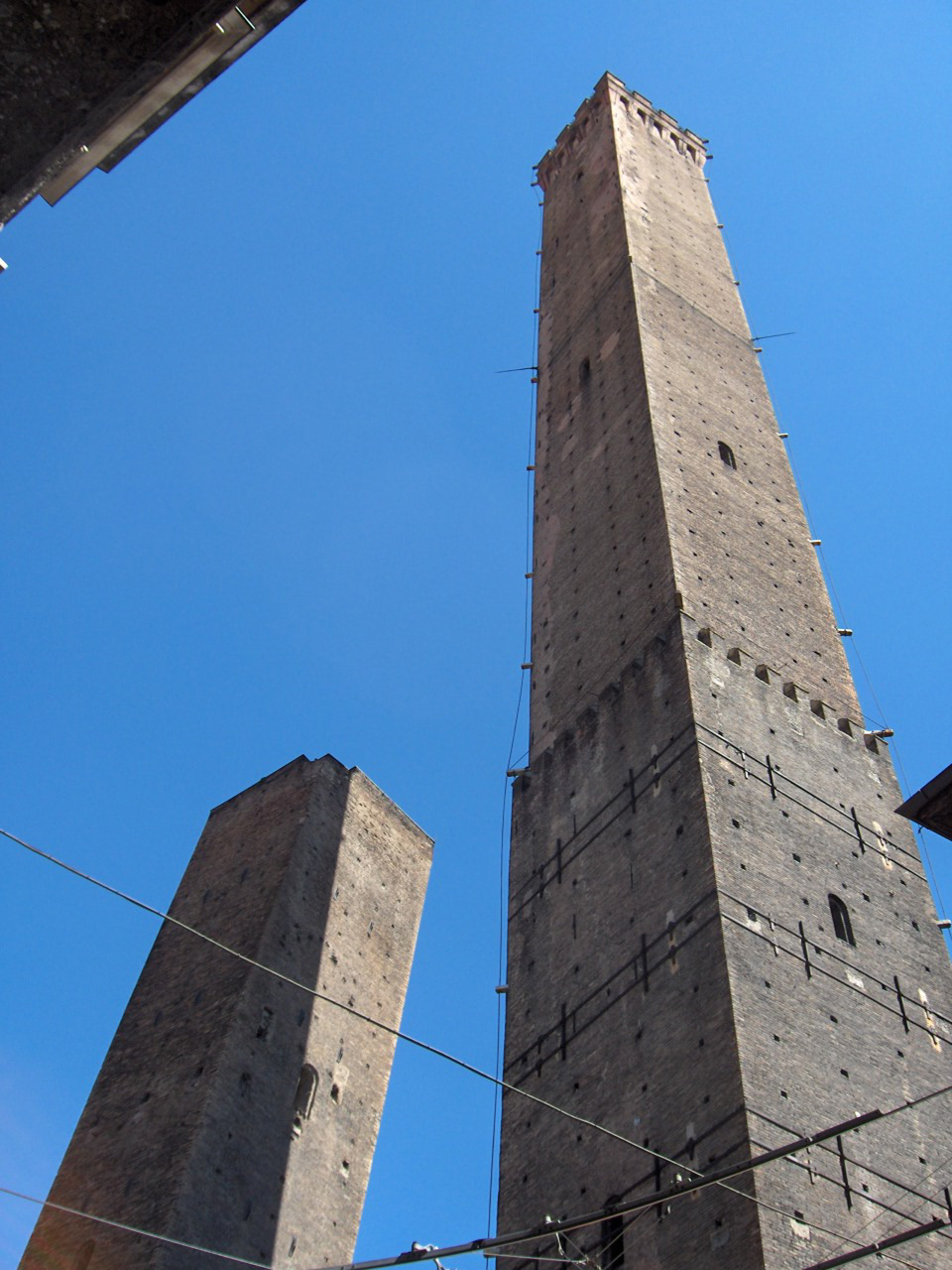
Bologna
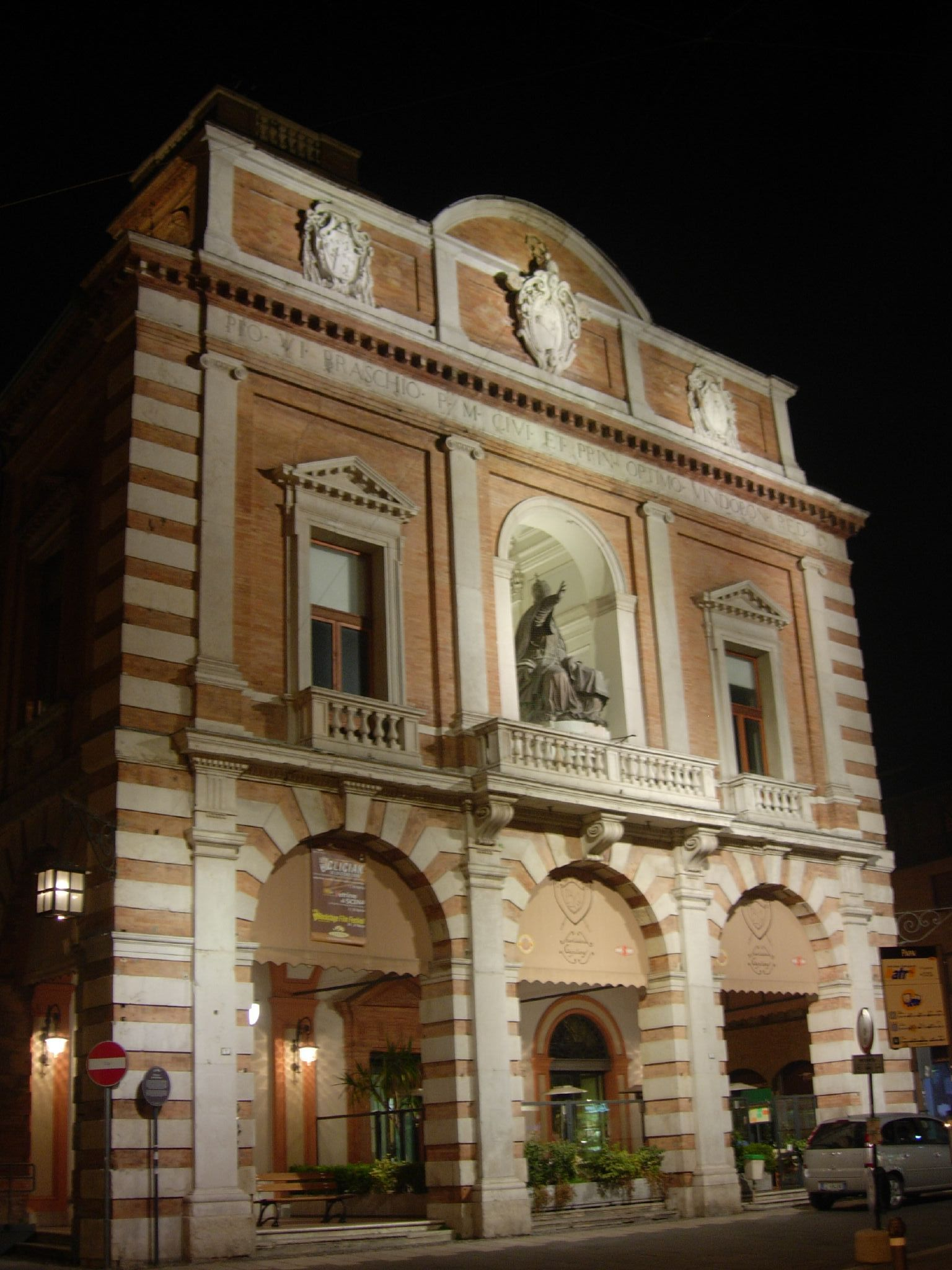
Cesena
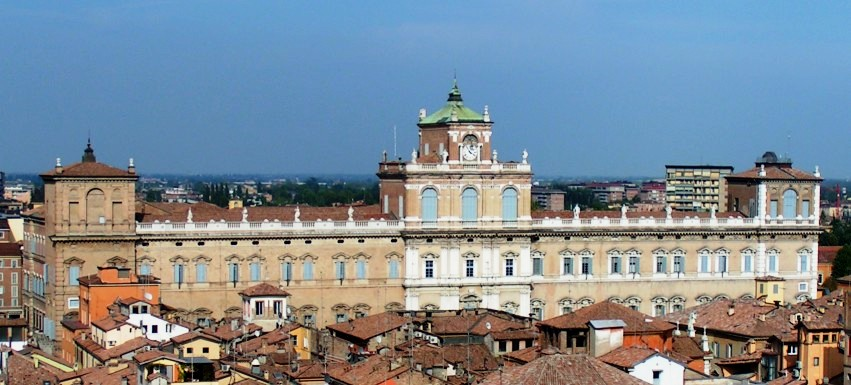
Modena
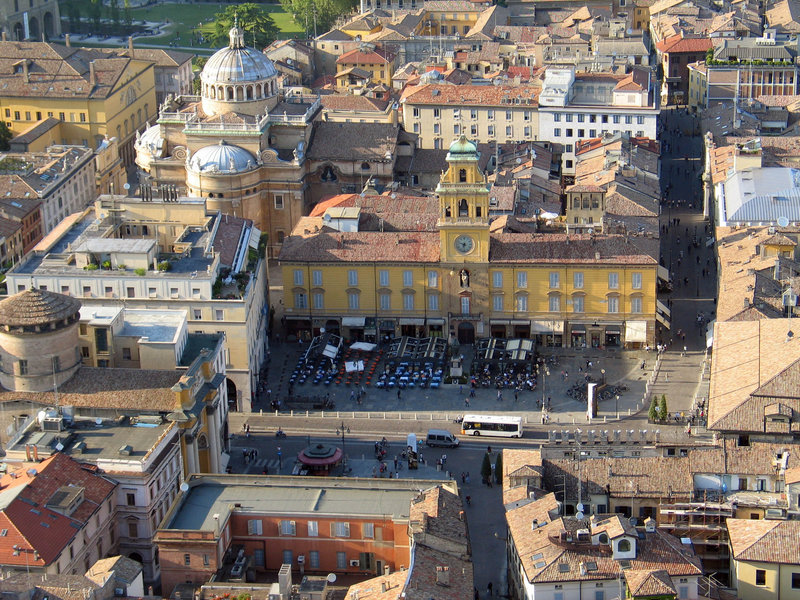
Parma
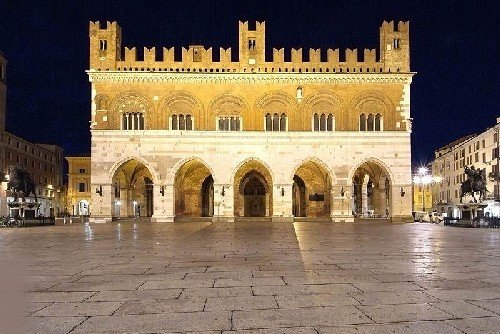
Piacenza
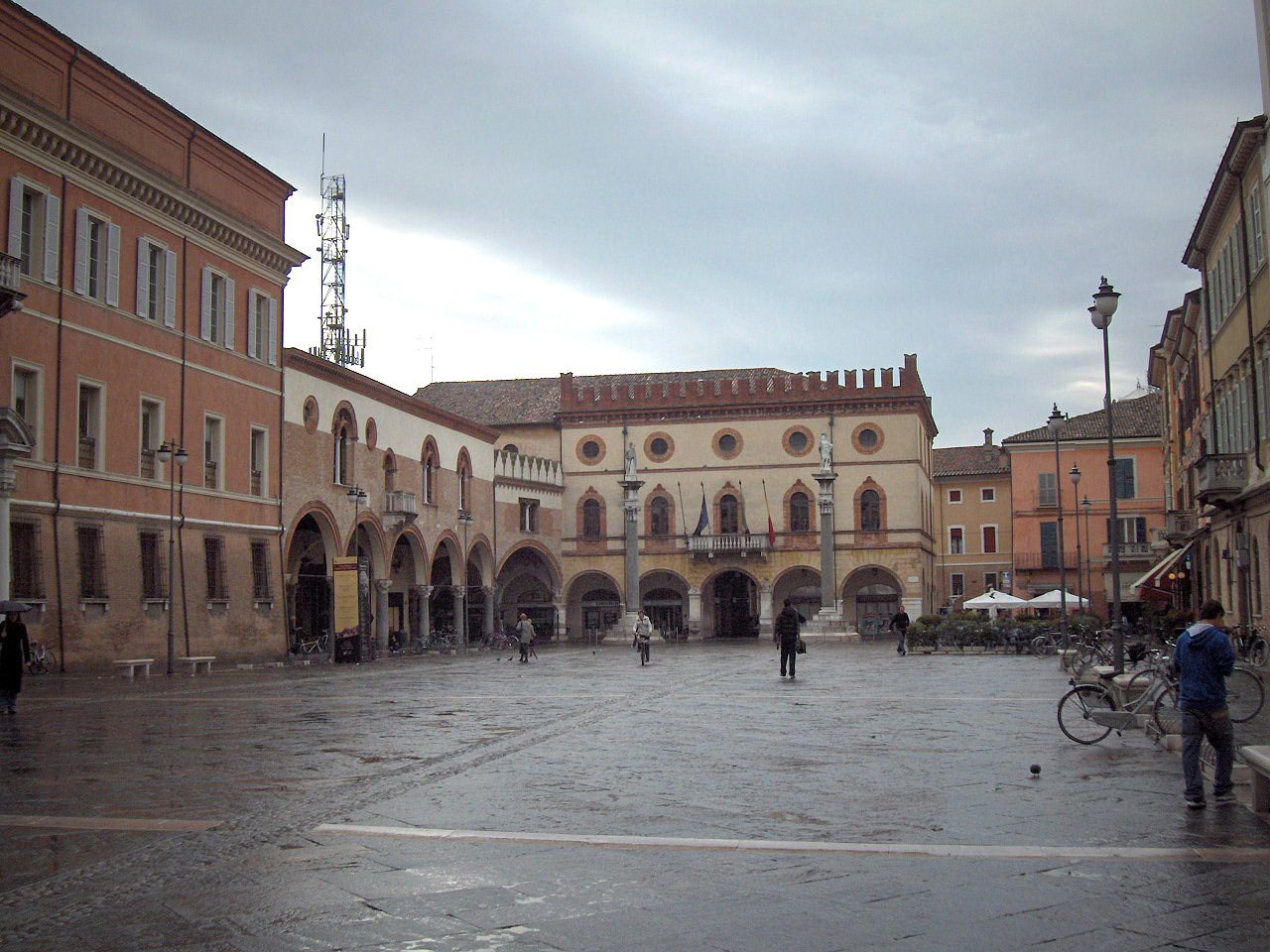
Ravenna
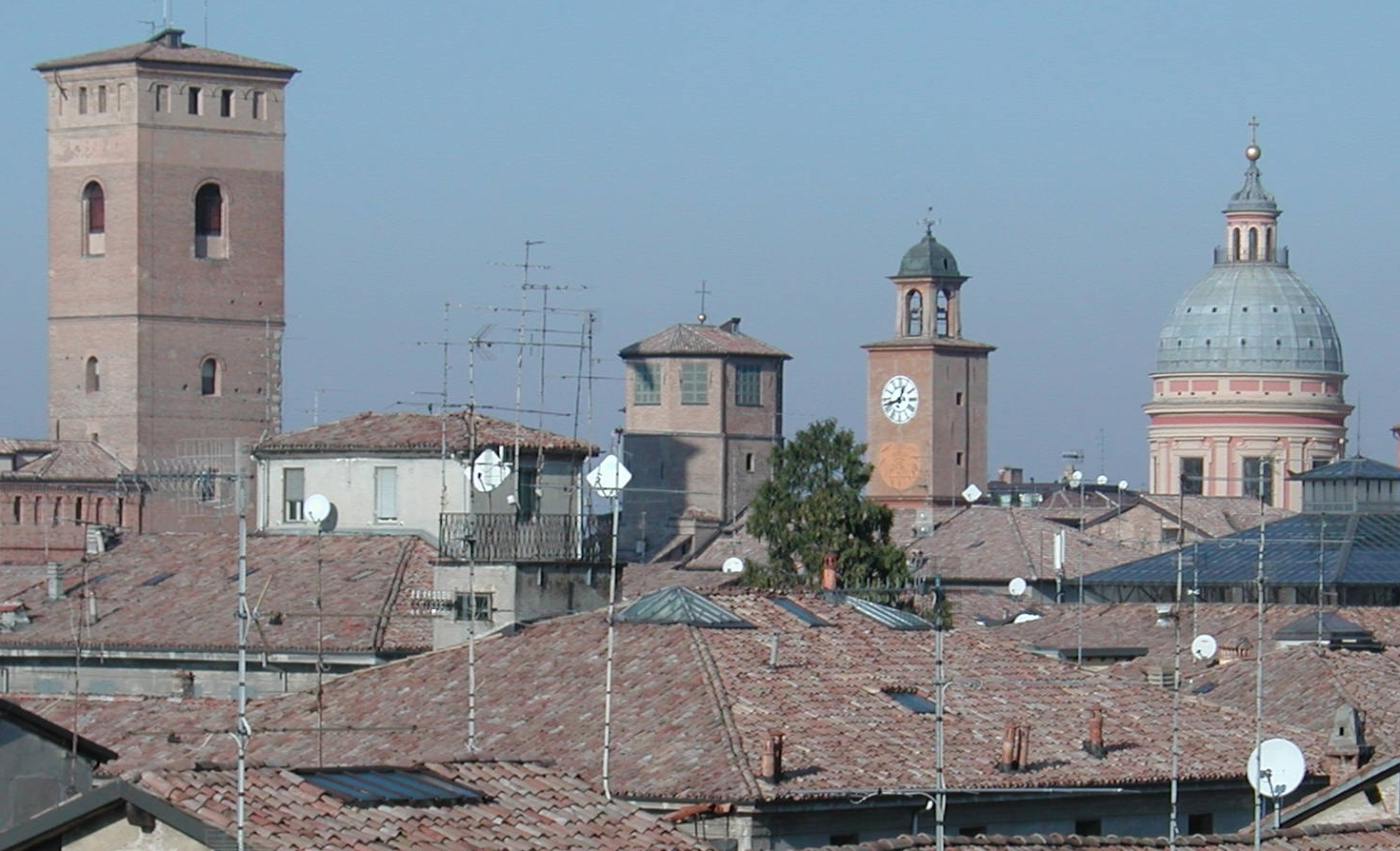
Reggio Emilia
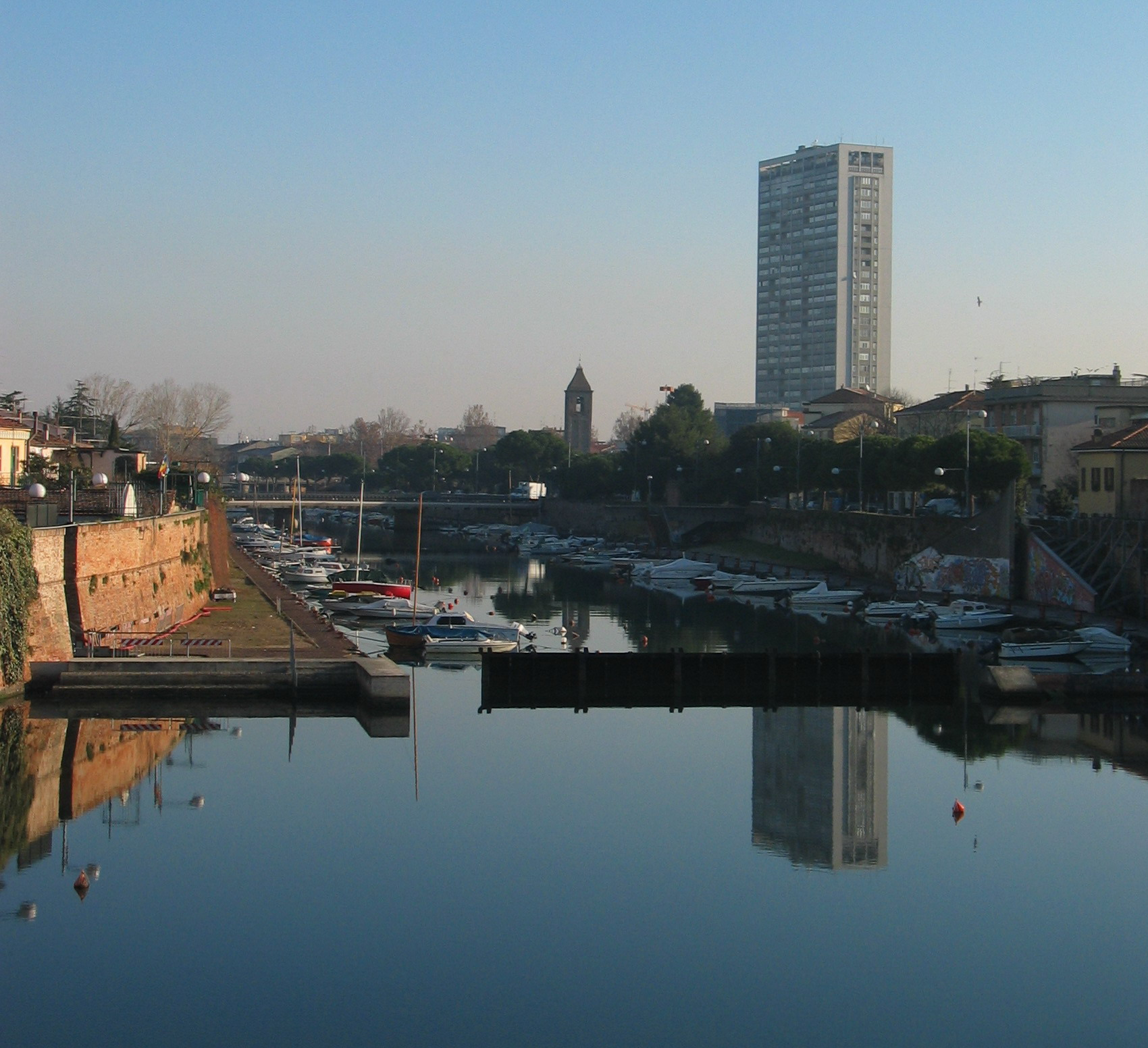
Rimini

## kapcsolódó szócikkek
- Emilia
- Romagna